# Northlane
Northlane — австралійський хеві-метал-гурт із міста Блектаун, створений 2009 року. До складу гурту входять гітаристи Джон Дейлі та Джош Сміт, барабанщик Нік Петтерсен та вокаліст Маркус Брідж. Northlane випустили шість студійних альбомів: Discoveries (11 листопада 2011); Singularity (22 березня 2013), який досяг № 3 в чарті альбомів ARIA; Node (24 липня 2015); Mesmer (24 березня 2017), Alien (2 серпня 2019) і Obsidian (22 квітня 2022). Альбом Node приніс гурту перемогу у номінації «Найкращий хард-рок або хеві-метал альбом» на ARIA Music Awards 2015 року. На ARIA Music Awards 2017 гурт знову переміг з альбомом Mesmer. Гурт втретє переміг у категорії «Найкращий хард-рок або хеві-метал альбом» на ARIA Music Awards 2019 завдяки Alien.

## Історія

### Ранні роки, зміни в складі таDiscoveries(2009–2012)
Металкор-гурт Northlane створили 2009 року у Блектауні, до складу гурту увійшли Джон Дейлі на гітарі, Брендан Дербі на барабанах і перкусії, Адріан Фітіпальдес на вокалі, Алекс Мілович на бас-гітарі та Джош Смітом на ритм-гітарі. Гурт отримав назву на честь треку 2007 року «North Lane» британського металкор-гурту Architects. У 2013 році Фітіпалдес описав, що гурт утворився «в основному завдяки інтернету та спільним інтересам», коли Дейлі та Мілович зв’язалися один з одним, щоб почати писати пісні. Він продовжив, що «як тільки вони написали пісні, вони почали вербувати учасників».
Дебютний мініальбом з шести треків Hollow Existence вийшов в січні 2010 року: його загалом сприйняли добре. All Shall Perish в рецензії для Kill Your Stereo високо оцінили «захоплюючий і зрілий стандарт гурту, пишну якість, яка швидко зникає в більшості перспективних австралійських гуртів», і резюмували, що це «фантастичний 6-трековий мініальбом, який має потенціал для повторного прослуховування і змусить вас бажати більшого». Марк А зі Sputnikmusic сказав: «Можна, безперечно, сказати, що це перша спроба, враховуючи похідну подачу музики. На мініальбомі з 6 пісень неймовірно багато брейкдаунів, які перериваються чистими гітарами лише тоді, коли вони готуються до чергового брейкдауну». Northlane здійснили тур по Австралії на підтримку випуску та «зарекомендували себе як невтомні живі виконавці».
Наприкінці 2011 року гурт підписав контракт із звукозаписним лейблом UNFD, і випустили на ньому свій перший студійний альбом Discoveries у листопаді того ж року. Він досяг вершини чарту альбомів ARIA 100, № 49 у чарті цифрових альбомів ARIA та №. 1 у чарті альбомів ARIA Hitseekers. За альбомом послідував тур Discoveries по Австралії, а невдовзі після цього – тури на підтримку August Burns Red і House Vs Hurricane. Parkway Drive взяв їх у тур Sick Summer у лютому 2012 року.
У вересні 2012 року гурт поїхав до Канади в тур із Counterparts та Stray from the Path. Після закінчення туру вони оселилися в Нью-Йорку, щоб записати новий альбом з Уіллом Патні. У грудні 2012 року гурт гастролював на аренах з Parkway Drive під час їхнього туру «Atlas» в Австралії.

### Singularityі відхід Фітіпальдеса (2013–2014)

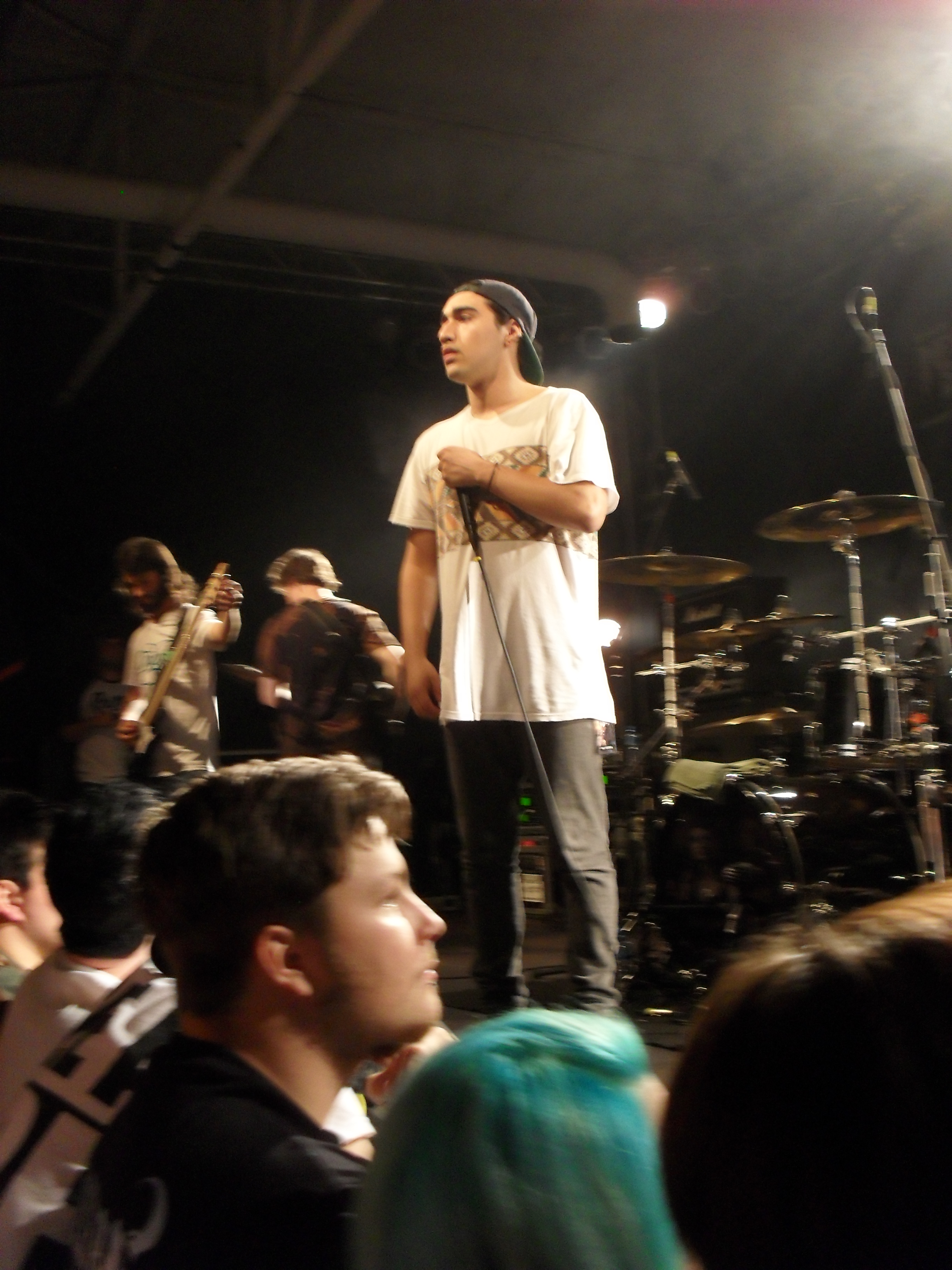
Вокаліст-засновник Адріан Фітіпальдес виступає в Кельні в жовтні 2013 року

У січні 2013 року гурт завершив тур по Австралії з In Hearts Wake і Endless Heights як супроводжувальні гурти на підтримку нового синглу «Worldeater». Вони також грали в Аделаїді в The Cavern, щоб компенсувати пропущений рейс минулого місяця. На більшості концертів гурт грав нову пісню під назвою «Masquerade». Northlane грали на фестивалях Soundwave 2013 року та Pushover 2013 разом з іншими австралійськими метал-гуртами, як-от Thy Art Is Murder, The Amity Affliction та In Hearts Wake.
Кліп на пісню «Quantum Flux» із Singularity вийшов 22 лютого 2013 року. Він досяг великого успіху, дебютувавши на 14 місці в чарті 20 найкращих синглів австралійських артистів ARIA за тиждень, починаючи з 4 березня 2013 року. 22 березня 2013 року Northlane випустили другий студійний альбом Singularity, який дебютував під номером 3 в чарті альбомів ARIA. Він посів перше місце в австралійському чарті альбомів iTunes. Singularity отримав визнання критиків у всьому світі. Його номінували на премію Triple J Award Album of the Year як один із 10 найкращих альбомів 2013 року, а також його визнали найкращим альбомом 2013 року на The Racket і Short Fast Loud. За результатами опитування читачів журналу Blunt, у 2013 році Northlane отримали безліч нагород, серед яких «Гурт року», «Альбом року» та «Найкращий вокаліст». iTunes Australia номінували Singularity як один із найпомітніших альбомів 2013 року.
Тур Singularity в Австралії включав виступи гуртів Structures, Stray from the Path і Statues. У серпні вони підтримали Karnivool навколо Австралії.
У листопаді 2013 року Northlane дебютували в турне по Сполучених Штатах, здійснивши гастролі по всій країні з Veil of Maya та Structures. У січні 2014 року вони грали на гастрольному фестивалі Big Day Out, а потім вирушили в тур по США з Bring Me the Horizon, Of Mice & Men і Issues у турі American Dream. У березні та квітні вони підтримали Architects у турі з 39 виступів Європою та Великобританією.
9 травня 2014 року гурт випустив делюкс-видання Singularity, яке включало інструментальне видання альбому.
Northlane оголосили, що стануть кураторами власного фестивалю під назвою FREE YOUR MIND, а перший тур відбудеться в травні 2014 року в Австралії. Northlane виступили хедлайнером фестивалю за підтримки Thy Art Is Murder, Veil of Maya, Volumes і Make Them Suffer. Усі концерти туру були розкуплені заздалегідь. Northlane з'явилися на обкладинці журналу Blunt у квітневому випуску до початку Free Your Mind. Після цього туру Northlane стали активістами і активно підтримували багато благодійних організацій, включаючи The Smith Family, жертвуючи вживані барабанні палички і гітари.
У вересні 2014 року було оголошено, що вокаліст-засновник Адріан Фітіпальдес покине гурт. Northlane опублікували заяву на своїй сторінці у Facebook, посилаючись на вплив на здоров’я Фітіпальдеса як причина відходу. Northlane також оголосили, що почнуть приймати відео прослуховування для пошуку нового вокаліста.

### Вступ Маркуса Бріджа таNode(2014–2016)

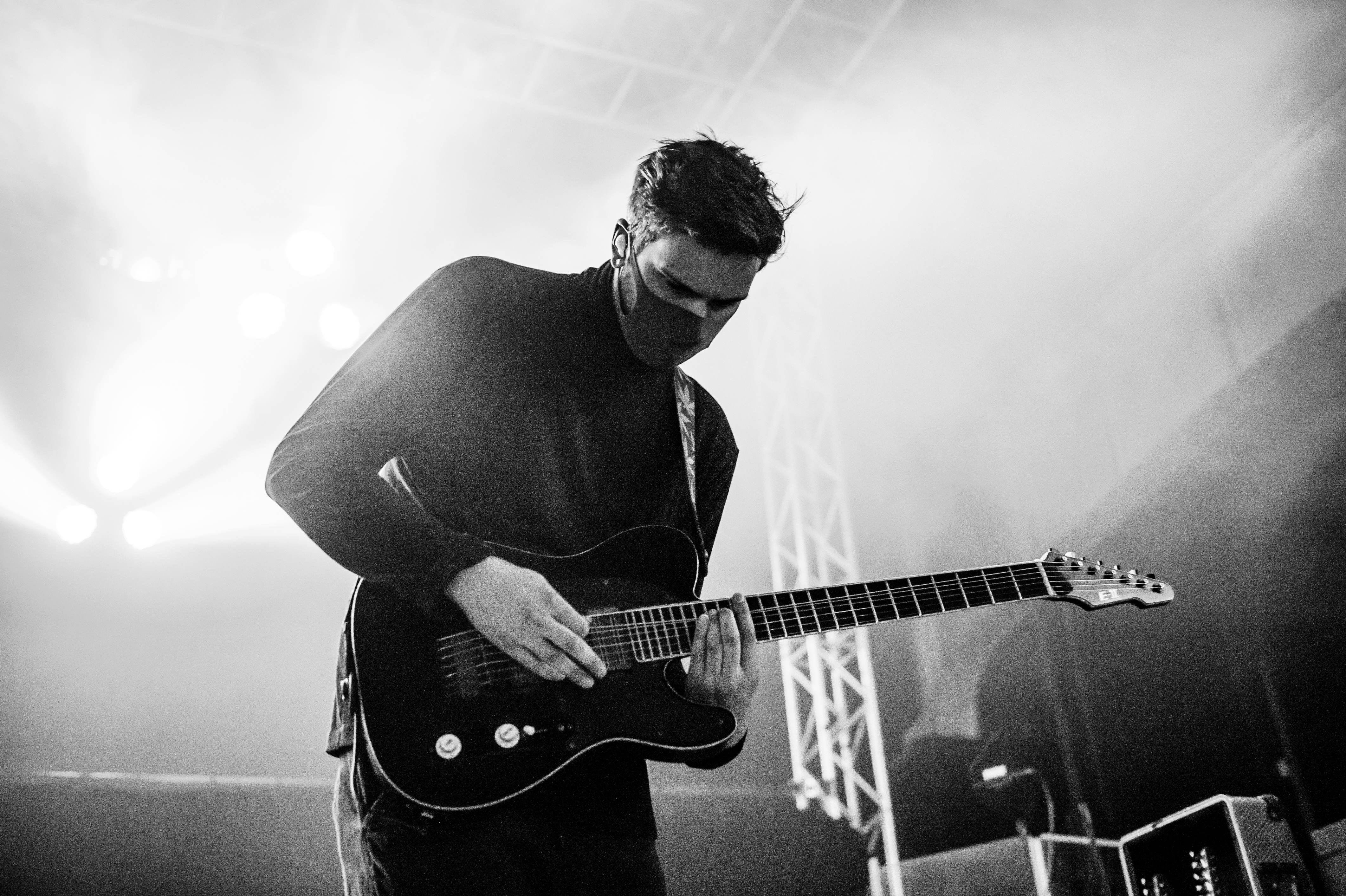
Соло-гітарист Джон Дейлі виступає у 2016 році

14 жовтня Northlane оголосили, що знайшли нового вокаліста. Описуючи новий сингл як «один із найважчих треків Northlane за всю історію», гурт випустив пісню «Rot» 20 листопада та в цифровому вигляді 28 листопада. Новим вокалістом став Маркус Брідж. Пісня згодом з’явиться в майбутньому альбомі гурту.
Третій студійний альбом Node і перший з новим вокалістом Маркусом Бріджем вийшов 24 липня 2015 року під продюсуванням Вілла Патні, і досяг 1-го місця.
На ARIA Music Awards 2015 Node переміг у категорії «Найкращий хард-рок або хеві-метал альбом».

### Equinox,MesmerіAnalog Future(2016–2018)

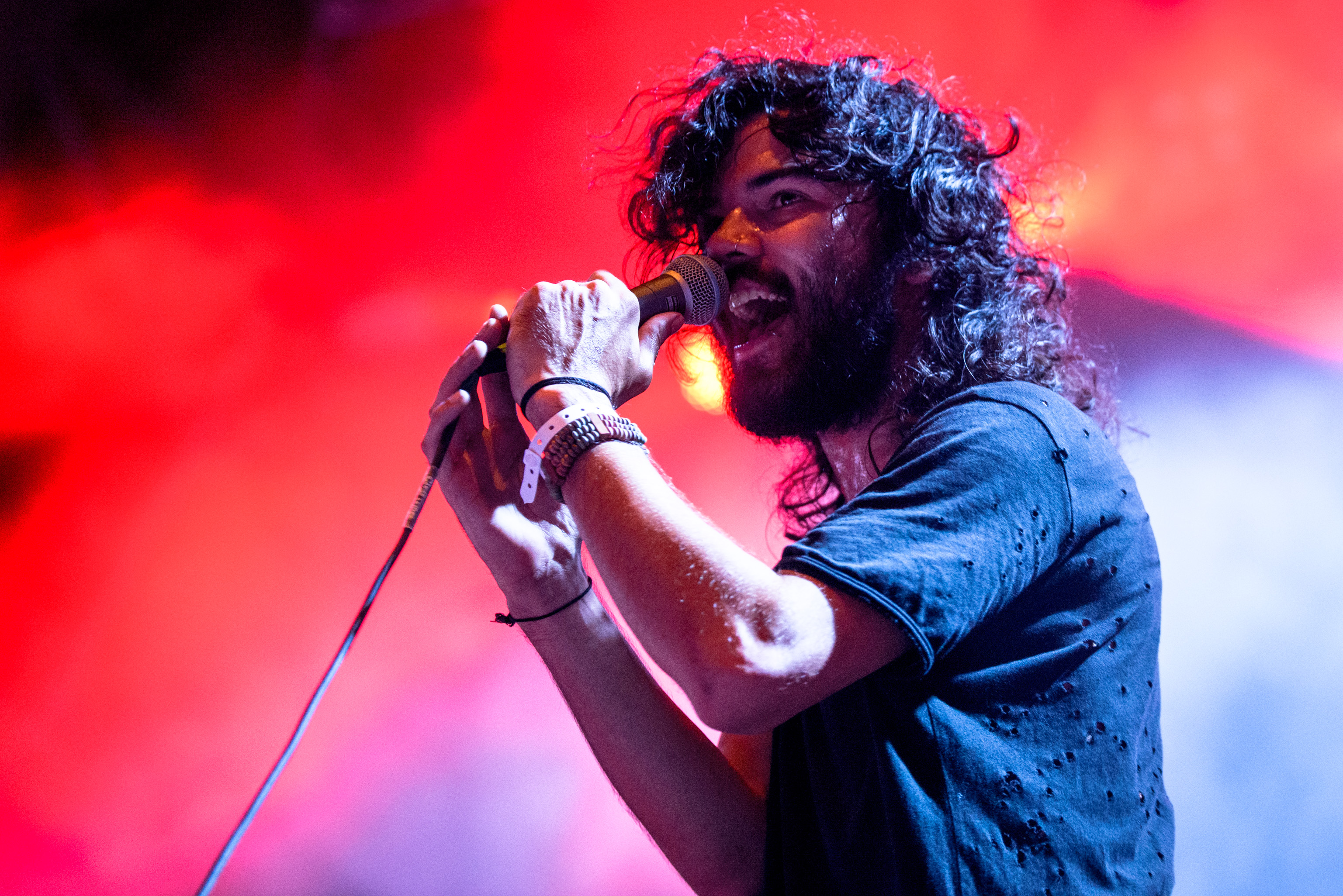
Вокаліст Маркус Брідж виступає на фестивалі Impericon 2016 в Обергаузені

19 квітня 2016 року гурт оголосив, що працює над спільним релізом з In Hearts Wake під назвою Equinox. Його таємно записали того січня в Мельбурні з продюсером Віллом Патні. Мініальбом містить три пісні: «Refuge», «Equinox» і «Hologram», він вийшов 20 квітня через UNFD. У червні Northlane та Hearts Wake провели спільний тур для просування альбому. Їх підтримали Hands Like Houses і Ocean Grove. З 23 квітня по 7 травня Northlane виступали на фестивалі Impericon 2016 в Обергаузені, Німеччина.
З початку 2016 року концерти та костюми гурту змінилися. Джон носить безліч масок, включаючи маску для захисту від забруднення, чорну медичну маску і покриту стразами маску, яка приховує всю його голову, а також пару великих чорних контактних лінз. Алекс носить довгу куртку з запа́хом, яку він придбав під час перебування в Японії. Нік носить чорну майку та медичну маску. Джош одягнений у білу футболку з довгим рукавом, а Маркус у поїденій міллю чорній футболці, з пов’язками на руках.
9 вересня 2016 року гурт випустив делюкс-видання Node, яке включало інструментальне видання альбому, два треки з живого виступу Ghost City Sessions, версію пісні «Aspire» з Маркусом Бріджем, кавер та оригінальну синглову версію «Rot».
Гурт представив новий трек «Intuition» на Unify Gathering у січні 2017 року, який зрештою вийшов 17 січня 2017 року. У березні 2017 року Northlane оголосили про австралійський тур на підтримку синглу.
10 березня Northlane випустили сингл «Mesmer», ембієнтний електронний трек із супровідним музичним відео, яке було знято Джейсоном Ешрагіаном у Сіднеї та містило художні кадри гурту та мальовничі види. Разом з цим на сторінці Northlane у Facebook з’явився чат-бот під назвою «Citizen»: люди могли взаємодіяти з чат-ботом у Facebook Messenger, який давав загадкові повідомлення та підказки щодо майбутніх випусків.
16 березня всі фотографії профілю Northlane у соціальних мережах стали білими, і за допомогою невеликого тексту на білих зображеннях фанати потрапили на сайт-великодку nl6633.com. Цей сайт містив цільову сторінку, яка показувала відеозаписи учасників Northlane у студії звукозапису, проте ніякої додаткової інформації не надавалося.
Через два місяці після виходу «Intuition» 20 березня вийшов сингл «Citizen». 24 березня Northlane випустили четвертий студійний альбом Mesmer без будь-якого попередження, і альбом був доступний для негайної покупки та трансляції. Вищезгаданий сингл «Mesmer» виявився семплером/трейлером альбому, який містив уривки з усіх треків на альбомі. Додаткові подробиці про випуск альбому надав звукозаписний лейбл Northlane UNFD, показавши, що натяки на альбом з'явилися ще у 2016 році, а дату релізу приховали у зображенні обкладинки на Facebook.
Mesmer дебютував під номером 3 у чартах ARIA, це третій реліз Northlane поспіль, який дебютував у топ-5 в Австралії.
1 червня Northlane взяли участь у Twitter Blueroom session, де пройшла прем'єра їхнього нового кліпу на пісню «Solar». Кліп вийшов незадовго до того, як гурт розпочав світове турне Mesmer, перший етап якого включав виступи на головній сцені Download Festival, кількох інших європейських фестивалів, а також тури Канадою та Південною Америкою. Northlane також оголосили про додаткові тури в Австралії та Європі на 2017 рік.
Після світового туру Mesmer гурт оголосив, що їхній перший концертний альбом під назвою Analog Future вийде 16 березня 2018 року, і додав, що альбом вийде на вінілі обмеженим тиражем лише в 500 примірників. Перший і єдиний сингл з концертного альбому «Citizen (Live in Melbourne)» записали 20 жовтня 2017 року, він вийшов 6 лютого. 13 лютого гурт опублікував трек-лист альбому.

### Відхід Міловича,AlienтаNegative Energy(2018–2020)
12 липня 2018 року гурт випустив сингл «Vultures». Згодом пісня з’явилась в наступному альбомі гурту. 6 вересня гурт оголосив, що басист Алекс Мілович залишає гурт з особистих причин.
2 листопада колишній гітарист і вокаліст Structures Брендан Паджасек взяв на себе обов'язки бас-гітариста і вокаліста гурту. Через місяць Паджасек приєднався до гурту, виступивши на інавгураційному фестивалі Good Things, де гурт представив нову пісню під назвою «Talking Heads», яка пізніше увійшла до п'ятого студійному альбомі у 2019 році.
30 грудня гурт підтвердив у Twitter, що завершує роботу над п’ятим студійним альбомом. 7 січня 2019 року вони розпочали запис нового альбому.
8 лютого гурт випустив делюкс-видання Mesmer, до якого увійшло інструментальне видання альбому.
9 лютого Northlane опублікували у Twitter відео з невеликим текстом «Rift», що є назвою одного з треків альбому. Через день вони підтвердили, що завершили запис альбому. 5 квітня Northlane долучились до синглу «Crash & Burn» виконавця PhaseOne; трек пізніше увійшов до його дебютного альбому Transcendency.
12 квітня гурт опублікував витік інформації про альбом, показавши його назву, дату виходу, обкладинку і трек-лист. П'ятий альбом під назвою Alien отримав дату виходу 2 серпня 2019 року. Кілька днів потому гурт оприлюднив ще один витік, в якому говорилося, що вони планують випустити ще три сингли: «Bloodline» 30 квітня, «Talking Heads» 13 червня та «Eclipse» 25 липня.
30 квітня гурт випустив перший сингл і музичний кліп на пісню «Bloodline», в основі якого лежить жорстоке виховання фронтмена Маркуса Бріджа. Гурт також заявив, що новий альбом стане для них найбільш особистим на той час. Також було оголошено про світове турне на підтримку нового альбому Alien.
3 червня гурт оголосив, що другий сингл «Talking Heads» вийде набагато раніше передбачуваної дати релізу. Через кілька днів лейбл випустив тизер синглу з офіційною датою релізу 5 червня. Одночасно з виходом синглу гурт оголосив про нове шоу в рамках національного туру в Мельбурні після того, як перші квитки на нього були повністю розпродані. Також було оголошено про продаж VIP-квитків, де шанувальники могли обміняти свої стандартні квитки на VIP-квитки.
29 липня гурт випустив третій сингл «Eclipse», вихід якого спочатку був запланований набагато раніше поточної дати релізу. Сингл вийшов разом із супровідним відеокліпом. Альбом вийшов у визначену дату, а через тиждень посів 3 місце в чартах ARIA. 31 жовтня Northlane виконали кавер на сингл « Get Free» гурту The Vines для Like a Version радіостанції Triple J.
У березні 2020 року гурт випустив Negative Energy, відвертий документальний фільм про процес написання та запису альбому. 20 травня гурт випустив сингл «Enemy of the Night», а також оголосив, що 31 липня 2020 року вийде делюкс-видання Alien, яке містить бонус-трек «Enemy of the Night» та інструментальне видання альбому. Платівка вийде на подвійному неоново-рожевому вінілі, обмежена невідомою кількістю фізичних копій по всьому світу, а пізніше стане доступною в цифровому форматі для стримінгу і завантаження.

### Live at the Roundhouseта мініальбом5G(2020–2021)
28 серпня 2020 року гурт випустив другий концертний альбом Live at the Roundhouse, реліз із 14 композицій, який вийшов на потокові платформи, і показує, як гурт виконує першу та наймасштабнішу частину національного туру, щедро використовуючи матеріал з Alien. До нього увійшов виступ у рідному місті Roundhouse у жовтні минулого року під час туру на підтримку альбому Alien. Раніше того ж місяця гурт повністю транслював запис концерту в рамках платної прямої трансляції, даючи фанатам можливість побачити інтенсивне шоу з повним аншлагом, не виходячи з дому.
15 лютого 2021 року Live at the Roundhouse став доступним для трансляції на YouTube через те, що шоу спіратили в Інтернеті. 21 лютого гурт анонсував ремікс-мініальбом з п’ятьма треками під назвою 5G. Мініальбом, реліз якого запланований на 26 лютого 2021 року, містить ремікси треків, переважно взятих з альбому Alien 2019 року. Єдиним винятком із цього є ремікс на пісню «Ohm» з альбому Node 2015 року.

### Відхід Паджасека, мініальбом2DіObsidian(2021–2022)
18 березня 2021 року гурт випустив сингл «Clockwork» разом із супровідним кліпом. Сингл було обрано офіційною піснею для відеогри Tom Clancy's Rainbow Six Siege на тогорічному турнірі Oceanic Nationals eSports League. Того ж дня вони також оголосили, що бас-гітарист Брендон Паджасек залишив гурт, щоб зосередитися на своєму домашньому житті, і гурт має намір поки що продовжувати працювати як квартет, а Джон Дейлі виконуватиме обов’язки баса. 19 квітня гурт підтвердив, що почав запис шостого альбому.
10 травня гурт анонсував мініальбом із п’ятьма треками під назвою 2D. Мініальбом, реліз якого запланований на 21 травня 2021 року, містить акустичні версії треків, в основному взятих з альбому Alien 2019 року. Вокаліст Маркус Брідж пояснює, як 2D додає ще один вимір цим трекам: «Записати акустичний мініальбом — це те, що ми хотіли зробити досить довго, і це було правильно, оскільки пісні з Alien мають особистий характер. Я хотів звести ці пісні до мінімуму, щоб зіставити їх зі звуковими пейзажами альбому, свого роду 2D-версією. Пісня, подібна до «Rift», має зовсім іншу енергію в цьому контексті та набула нового значення під час запису в умовах ізоляції, тепер вона звучить майже як крик розчарування і відчаю». 10 червня гурт оголосив про завершення запису шостого альбому.
10 листопада гурт офіційно випустив «Echo Chamber», головний сингл із шостого студійного альбому Obsidian, який вийшов 22 квітня 2022 року разом із відеокліпом. Тоді ж гурт оприлюднив обкладинку альбому та трек-лист. Для просування альбому гурт також оголосив про тур по Австралії, який розпочався в червні 2022 року за підтримки Plini, Sleep Token і ALT. 27 січня 2022 року гурт представив третій сингл «Plenty». 20 лютого через триваючі проблеми з ланцюгом поставок гурт оголосив, що переніс випуск альбому з початкової дати випуску 1 квітня на 22 квітня. 23 березня, за місяць до виходу альбому, гурт випустив четвертий сингл «Carbonized» і відповідний кліп. Делюкс-версія Obsidian, що містить інструментальні версії треків, вийшла 11 листопада.

### МініальбомMirror's Edge(з 2023)
20 листопада 2023 року Northlane випустили пісню «Dante». 23 січня 2024 року гурт представив пісню «Miasma» за участю Вінстона Макколла з Parkway Drive. Водночас вони оголосили, що п’ятий мініальбом, Mirror's Edge, вийде 12 квітня 2024 року. 6 березня, за місяць до релізу мініальбому, гурт випустив прем’єру пісні «Afterimage» за участю Яна Кенні з Karnivool і Birds of Tokyo.

## Музичний стиль
Музичний стиль Northlane описували як металкор, прогресивний металкор джент, альтернативний метал,індастріал-метал, прогресив-метал, альтернативний рок і ню-метал. Дебютний альбом гурту та другий альбом Singularity вважаються типовими металкоровими альбомами, які можна порівняти з творчістю After the Burial та Born of Osiris та містять елементи прогресивного металкору. Зі зміною нового вокаліста третій альбом Node містив набагато більше альтернативних та експериментальних елементів, а рецензія Wall of Sound описала стиль альбому як суміш прогресивного та альтернативного металу. Четвертий альбом, Mesmer, був присвячений альтернативному та експериментальному звучанню, яке можна було почути в Node, і на який вплинули гурти прогресивного металу та альтернативного металу початку 2010-х. П’ятий альбом Alien став першим альбомом, у якому гурт змінив жанри, оскільки вони змішали в альбомі елементи ню-металу, індастріалу та EDM, зберігаючи при цьому елементи четвертого альбому.

## Склад гурту
| Поточний склад - Джон Дейлі – соло-гітара (з 2009); програмування, ударна панель (2009–2010, з 2016); бас-гітара (з 2021); барабани, перкусія (2009–2010) - Джош Сміт – ритм-гітара (з 2009) - Нік Петтерсен – барабани, перкусія (з 2010) - Маркус Брідж – вокал (з 2014) | Колишні учасники - Брендан Дербі – барабани, перкусія (2009) - Мітчелл Кольєр – барабани, перкусія (2010) - Саймон Андерсон – бас-гітара (2009–2011) - Адріан Фітіпелдес – вокал (2009–2014) - Алекс Міловіч – бас-гітара (2009, 2011–2018) - Брендон Паджасек – бас-гітара, бек-вокал (2018–2021) |

## Дискографія
Студійні альбоми
- Discoveries (2011)
- Singularity (2013)
- Node (2015)
- Mesmer (2017)
- Alien (2019)
- Obsidian (2022)

## Нагороди та номінації

### Нагороди AIR
Australian Independent Record Awards (широко відома як AIR Awards) — це щорічна церемонія нагородження, метою якої є визнання, просування та святкування успіху австралійського незалежного музичного сектору.
| Рік  | Номіновано | Нагорода                                        | Результат | Прим.          |
| ---- | ---------- | ----------------------------------------------- | --------- | -------------- |
| 2015 | Node       | Best Independent Hard Rock, Heavy or Punk Album | Номінація | [ 95 ]         |
| 2018 | Mesmer     | Best Independent Hard Rock, Heavy or Punk Album | Номінація | [ 96 ]         |
| 2020 | Alien      | Best Independent Heavy Album or EP              | Перемога  | [ 97 ] [ 98 ]  |
| 2023 | Obsidian   | Independent Album of the Year                   | Номінація | [ 99 ] [ 100 ] |
| 2023 | Obsidian   | Best Independent Heavy Album or EP              | Перемога  | [ 99 ] [ 100 ] |

### ARIA Music Awards
ARIA Music Awards — це щорічна церемонія вручення нагород, яка відзначає досконалість, інновації та досягнення в усіх жанрах австралійської музики. Церемонія була започаткована у 1987 році.
| Рік  | Номіновано  | Нагорода                            | Результат | Прим.   |
| ---- | ----------- | ----------------------------------- | --------- | ------- |
| 2013 | Singularity | Best Hard Rock or Heavy Metal Album | Номінація | [ 101 ] |
| 2015 | Node        | Best Hard Rock or Heavy Metal Album | Перемога  | [ 102 ] |
| 2017 | Mesmer      | Best Hard Rock or Heavy Metal Album | Перемога  | [ 103 ] |
| 2019 | Alien       | Best Hard Rock or Heavy Metal Album | Перемога  | [ 104 ] |
| 2022 | Obsidian    | Best Hard Rock or Heavy Metal Album | Номінація | [ 105 ] |

### Heavy Music Awards
| Рік  | Номіновано | Нагорода     | Результат | Прим.   |
| ---- | ---------- | ------------ | --------- | ------- |
| 2018 | Mesmer     | Best Artwork | Номінація | [ 106 ] |

### J Awards
J Awards — це щорічна серія австралійських музичних нагород, заснована молодіжною радіостанцією Triple J, що входить до складу Австралійської радіомовної корпорації. Вона була започаткована у 2005 році.
| Рік  | Номіновано  | Нагорода                     | Результат | Прим.   |
| ---- | ----------- | ---------------------------- | --------- | ------- |
| 2013 | Singularity | Australian Album of the Year | Номінація | [ 107 ] |
| 2019 | Alien       | Australian Album of the Year | Номінація | [ 108 ] |
| 2022 | Obsidian    | Australian Album of the Year | Номінація | [ 109 ] |

### National Live Music Awards
Національна премія в галузі живої музики (National Live Music Awards, NLMA) — це широке визнання різноманітної австралійської концертної індустрії, що відзначає успіх австралійської концертної сцени. Нагороди були започатковані у 2016 році.
| Рік  | Номіновано | Нагорода                       | Результат | Прим.           |
| ---- | ---------- | ------------------------------ | --------- | --------------- |
| 2016 | Northlane  | Live Hard Rock Act of the Year | Номінація | [ 110 ]         |
| 2019 | Northlane  | Live Hard Rock Act of the Year | Номінація | [ 111 ] [ 112 ] |